# 김일권 (희극인)
김일권(1987년 7월 1일)은 대한민국의 희극 배우이다. 동아방송예술대학교 방송연예과 졸업

## 학력
- 동아방송예술대학교 방송연예과

## 출연작

### 방송
- 코미디빅리그 (tvN)
  - 《청춘을 위하여》
  - 《직업의 정석》 웨이터 지현우 역
  - 《깝스》
  - 《깽스맨》 지브라파 오인택의 부하2(2015년 2쿼터) 역
  - 《희극지왕》 기모찌상(정만호)의 수제자2(2015년 2쿼터) 역
  - 《크레이지》